# 鉱山事故

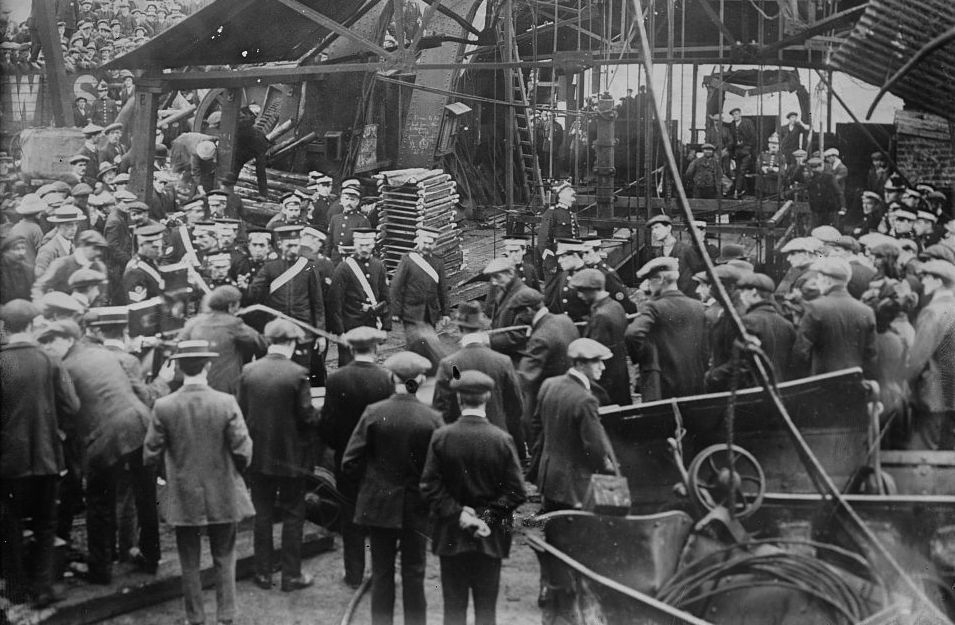
439人の死者を出した1913年10月14日のセンゲニード炭鉱爆発事故（:en:Senghenydd Colliery Disaster）現場、イギリス・ウェールズ南部

鉱山事故（こうざんじこ、英語: Mining accident）または鉱山災害（こうざんさいがい、英語: Mine disaster）は、鉱山で発生する事故・災害である。坑内作業を中心とする鉱山では、概して他産業に比べ作業環境が悪く、事故発生の頻度・強度ともに高い。ときに落盤、ガス突出、ガス爆発、粉塵爆発などによって瞬時に多数の死傷者を出すことがあり、鉱山変災とよばれる。
経済産業省のまとめによると、2011年末における日本の鉱山数は532鉱山、鉱山労働者数は11796人で、同年の鉱山災害発生件数は31件、罹災者数は28人（死者1人・重傷者20人・軽傷者7人）であった。

## 炭鉱事故

### 日本の炭鉱事故
日本では明治年間になると殖産興業の名の下、鉱山開発が盛んに行われた。しかし、当時の鉱山は利益優先で、労働環境は二の次であったため安全対策は劣悪な場合が多く、特にガス爆発や粉塵爆発が発生しやすい炭鉱においては、しばしば大規模な事故が発生した。小規模な死傷事故は、記録に残っていない事故まで含めると膨大な数となると考えられる。第二次世界大戦後、安全対策が充実すると事故の発生件数は劇的に減少したが、高コスト、石油エネルギーへの転換、輸入炭の増大などから閉山が相次ぐことになった。また、事故も完全になくなったわけではなく、そのため事故に対する労働者や遺族への補償も経営者の大きな痛手となり、日本の炭鉱衰退に拍車を掛けた。
日本の主な炭鉱事故
- 1899年6月15日 - 豊国炭鉱（福岡県）にて爆発事故。死者・行方不明者210人。
- 1907年7月20日 - 豊国炭鉱（福岡県）にて爆発事故。死者・行方不明者365人。明治期最悪の事故。
- 1909年11月24日 - 大之浦桐野炭鉱（福岡県）にて爆発事故。死者・行方不明者243人[3]。
- 1912年  - 北炭夕張炭鉱（北海道）にて4月29日と12月23日に爆発事故。それぞれ死者・行方不明者269人、216人[4]。1913年1月13日、会社は鉱夫53名の生死不明のまま坑口を密閉した。
- 1913年2月6日 - 二瀬炭鉱（福岡県）にて爆発事故。死者・行方不明者101人。
- 1914年
  - 11月28日 - 新夕張炭鉱（北海道）にて爆発事故。死者・行方不明者423人。
  - 12月15日 - 方城炭鉱（福岡県）にて爆発事故。死者・行方不明者687人。日本の近代史上最悪の炭鉱事故とされる。
- 1916年 - 東見初炭鉱（山口県）にて海水流入事故（鉱区が海域にあったため）。死者・行方不明者235人。
- 1917年12月21日 - 大之浦桐野炭鉱（福岡県）にて爆発事故。死者・行方不明者361人[5]。
- 1918年2月5日 - 大之浦桐野炭鉱（福岡県）にて爆発事故。死者・行方不明者71人[6]。
- 1920年6月14日 - 北炭夕張炭鉱北上坑（北海道）にて爆発事故。死者・行方不明者209人。
- 1927年3月27日 - 磐城炭鉱（福島県）で坑内火災。死者186人[7]。
- 1929年（昭和4年）
  - 6月25日 - 松島炭鉱（長崎県）第三坑が海水流入により水没。42人死亡。同鉱は廃坑となった[8]。
  - 8月5日 - 住友坂炭鉱（北海道歌志内市）でガス爆発事故。70人死亡[9]。
- 1932年（昭和7年）8月5日 - 空知炭鉱（北海道）でガス爆発事故。作業員57人死亡[10]
- 1934年（昭和9年）11月25日 - 松島炭鉱（長崎県）第四坑が海水流入により水没。54人死亡[11]。
- 1935年
  - 3月26日 - 端島炭鉱（長崎県）でガス爆発事故。爆発が続いたため救出活動を断念して注水による消火活動が行われた。死者17人[12]。
  - 5月6日 - 赤平茂尻炭鉱（北海道）でガス爆発事故。死者・行方不明者94人[13]。
  - 5月30日 - 入山炭鉱（福島県湯本町）でガス爆発事故。死者48人[14]。
  - 7月13日 - 三井田川鉱業所第三坑（福岡県伊田町）で爆発事故。救援隊も二次災害に遭い死者66人[15]。
  - 10月26日 - 赤池炭鉱（福岡県）でガス爆発事故。死者83人[16]。
- 1936年
  - 1月25日 - 麻生吉隈炭鉱（福岡県）でガス爆発事故が発生。死者29人[17]。
  - 4月15日 - 住友忠隈炭鉱（福岡県）で人車が暴走。坑底に転落して死者50人[18]。
  - 10月12日 - 綱分炭鉱（福岡県）でガス爆発事故。死者50人[19]。
- 1938年10月6日 - 北炭夕張炭鉱天竜坑（北海道）にて爆発事故。ガスが発生しているのにもかかわらず発破作業を行ったことが原因[20]。死者161人、負傷者26人[21]。
- 1941年3月18日 - 三菱美唄炭鉱（北海道）にて爆発事故[22]死者・行方不明者177人。
- 1943年 - 長生炭鉱（山口県）にて海水流入事故。死者・行方不明者183人。
- 1944年 - 美唄炭鉱（北海道）にて爆発事故。死者・行方不明者109人。
- 1948年6月18日 - 勝田炭鉱（福岡県）で坑内爆発。死者58人（54人とする記述もあり）、負傷10人[23][24]。
- 1955年
  - 4月16日 - 安部鉱業所佐世保炭鉱（長崎県）のボタ山が崩壊。共同住宅等が巻き込まれて死者73人[25]。
  - 11月1日 - 赤平茂尻鉱業所（北海道）でガス爆発が発生。死者60人[26]。
- 1958年9月25日 - 福岡県山田市にある池本鉱業大昇炭鉱にてガス爆発が発生。死者14人。
- 1960年
  - 2月1日 - 北炭夕張炭鉱（北海道夕張市）第2坑でガス爆発。救助隊員も巻き込まれる二次災害も発生し、死者42人、重傷22人[27]。
  - 9月20日 - 福岡県で集中豪雨。中元寺川の増水によって堤防が決壊し、上尊鉱業豊州炭鉱が浸水。坑内の作業員が溺死した。死者67人[28]。
- 1961年 - 上清炭鉱（福岡県）にて坑内火災、死者71人[29]。大辻炭鉱（福岡県）にて坑内火災、救助に入った炭鉱長も巻き込まれ、死者26人。
- 1963年11月9日 - 三井三池炭鉱（福岡県）にて爆発事故。死者458人を出し、第二次世界大戦後の事故では最多の死者数を出す。
- 1965年
  - 2月22日 - 北海道炭砿汽船夕張鉱業所（北海道）第一砿内にて爆発事故。死者62人[30]。
  - 6月1日 - 三井山野炭鉱（福岡県）にて爆発事故。死者・行方不明者237人[31]。
- 1966年11月1日 - 住友奔別炭鉱（北海道）にて午前2時45分ころガスによる事故が発生。作業中の職員3名、鉱員13名が死亡。鉱員4名が重軽傷を負う。
- 1970年 - 三井芦別炭鉱（北海道）にてガス爆発事故。死者5人・重軽傷者7人。
- 1972年 - 石狩炭鉱石狩鉱業所（北海道）にて11月2日午後5時48分頃にガス爆発事故。死者31人。
- 1977年 - 三井芦別炭鉱（北海道）にてガス爆発事故。死者25人・重傷者8人。
- 1981年 - 北炭夕張新炭鉱（北海道）にてガス突出・爆発事故。坑内に59名の安否不明者が取り残されたまま注水作業を開始し、最終的な死者は93人。
- 1984年 - 三井三池炭鉱有明抗（福岡県）にて坑内火災。死者83人。
- 1985年 - 三菱南大夕張炭鉱（北海道）にて爆発事故。死者62人。

### 中国の炭鉱事故
中華人民共和国では、1990年代以降、経済の発展と共にエネルギー需要が逼迫し、小規模な炭鉱開発が無数に行われるようになった。政府は法令を整え安全対策などの充実を図るものの、貧弱な施設で操業する中・小企業および無届け業者が非常に多く大事故の発生が絶えない（無届け業者は事故が発生すると、救助を行う前に逃げ出すという）。
2005年には3,341件の事故により5,000人以上の労働者が亡くなったという。事故に関連して処罰された責任者は200名を超える。このため、中国政府は2006年には年間生産量が3万トンを下回る比較的小規模の炭鉱を2007年までに強制的に閉鎖する施策を発表したほか、2008年には、2010年までに小型炭鉱の数を1万ヵ所以内に整理削減する目標を発表している。政府の労働安全当局により、2015年の鉱山（炭鉱以外を含むものかは不明）の年間死者数は598人という数字が伝えられている。
2005年に発生した主な炭鉱事故
国外向けのニュースで配信された主な事故。
- 2月 遼寧省の孫家湾炭鉱にて爆発事故。死者・行方不明者200名以上[35]
- 8月 広東省梅州市の大興炭鉱にて浸水事故。死者・行方不明者123名[36]
- 10月 河南省鶴壁市の炭鉱にて爆発事故。死者・行方不明者34名[37]
- 10月 四川省広安市の炭鉱にて爆発事故。死者・行方不明者28名
- 12月 河北省唐山市の炭鉱にて爆発事故。死者・行方不明者75名
- 12月 河南省新安県の炭鉱にて浸水事故。死者・行方不明者42名

### トルコの炭鉱事故
- 1983年3月7日 北部ゾングルダク県でガス爆発事故。死者103人。（tr:Türkiye'deki madencilik kazaları）
- 1992年3月3日 北部ゾングルダク県でガス爆発事故。死者263人[38]。（tr:1992 Kozlu kömür madeni faciası）
- 2014年5月13日 西部マニサ県ソマでソマ炭鉱爆発事故。死者284人。トルコ史上最悪の炭鉱事故[38]。
- 2022年10月14日 アマスラ炭鉱爆発事故

トルコ一般鉱山労働組合（The general Mine Workers Union in Turkey）によると、トルコ国営石炭公社（Turkish Coal Corporation ; TTK）の経営する炭鉱において、2000年から2009年の間に、25655件の事故が発生し、63人が死亡、26324人が負傷している。

### アメリカ合衆国の炭鉱事故
エネルギーの安全保障政策の観点から、アパラチア炭田産をはじめとして国内産の石炭の利用が行われており、露天掘りのほか、坑道による炭鉱も現存する。
- 1962年 ペンシルベニア州セントラリアの坑内火災。2000年代末になっても、なお延焼中。
- 1972年 ウェストバージニア州バッファロークリークの氾濫 (Buffalo Creek Flood)。125人死亡。

### イギリスの炭鉱事故
- 1866年 オーク炭坑爆発事故（英語版）：死者383人
- 1913年 センゲニード炭鉱爆発事故（英語版）：死者439人。イギリス史上最悪の炭鉱事故。
- 1966年アベルヴァンの惨事:積み上げられていたボタ山が大雨の影響などで崩壊し、麓の小学校を直撃。死者144人

### フランスの炭鉱事故
- 1906年クリエール炭鉱爆発事故：死者1099人。ヨーロッパ最悪の炭鉱事故。

### ベルギーの炭鉱事故
- 1956年8月8日 マルシネル炭鉱火災事故（英語版、フランス語版）：ボワ・デュ・カジエ（英語版、フランス語版）（世界文化遺産「ワロン地方の主要な鉱山遺跡群」）で発生、死者262人。

### ウクライナの炭鉱事故
- 2007年 ザシャチコ炭鉱爆発事故:死者101人
- 2015年 ザシャチコ炭鉱爆発事故:死者23人

### ローデシア（ジンバブエ）の炭鉱事故
- 1972年6月6日 : ブルワヨの北320kmにあったウォンキー鉱で爆発事故。468人が生き埋め[40]。